# Eburella pinima
Eburella pinima là một loài bọ cánh cứng trong họ Cerambycidae.